# ABU TV Song Festival 2016
Het ABU TV Song Festival 2016 was de vijfde editie van het ABU TV Song Festival. Het ABU TV Song Festival is een non-competitief festival dat afgeleid is van het Eurovisiesongfestival. Bij deze versie mogen alleen de landen uit Azië en Oceanië deelnemen.
De vijfde editie vond op 22 oktober 2016 plaats in het Bali Nusa Dua Congrescentrum in Nusa Dua op het Indonesische eiland Bali. Het was de eerste keer dat Indonesië een ABU evenement organiseerde.
Er namen 12 landen deel aan het festival. Evenveel dan het voorgaande jaar. Tunesië deed in 2016 voor het eerst mee aan het ABU TV Song Festival. China en Sri Lanka namen opnieuw deel na respectievelijk één en twee jaar afwezigheid. India, Maleisië en Turkije daarentegen deden niet mee aan de vijfde editie van het festival.

## Deelnemende landen
| Volgorde | Land        | Taal               | Artiest           | Lied                        |
| -------- | ----------- | ------------------ | ----------------- | --------------------------- |
| 1        | China       | Mandarijn          | Mo Siman          | The love from heaven        |
| 2        | Vietnam     | Vietnamees         | Nguyen Thi Pha Le | Ao em lua la                |
| 3        | Malediven   | Divehi             | Laisha Junaid     | Magey rah                   |
| 4        | Tunesië     | Engels en Arabisch | Lotfi Bouchnek    | Mohammed                    |
| 5        | Afghanistan | Engels en Pasjtoe  | Seeta Qasemie     | Melody of love              |
| 6        | Macau       | Mandarijn          | Queena            | Aylan                       |
| 7        | Kazachstan  | Kazachs            | Ayree             | My motherland               |
| 8        | Hongkong    | Kantonees          | Kayee Tam         | Puppet                      |
| 9        | Sri Lanka   | Engels             | Shehara Liyanage  | Something 'bout you and I   |
| 10       | Japan       | Japans             | Kyary Pamyu Pamyu | Fashion monster en Sai & Co |
| 11       | Zuid-Korea  | Koreaans           | Ailee             | Singing got better          |
| 12       | Indonesië   | Indonesisch        | Novita Dewi       | Terbang                     |

## Wijzigingen

Deelnemende landen
Landen die in het verleden deelgenomen hebben

### Voor het eerst deelnemende landen
- Tunesië

### Opnieuw deelnemende landen
- China
- Sri Lanka

### Niet meer deelnemende landen
- India
- Maleisië: Na een eenmalige terugkeer in 2015, neemt Maleisië niet meer deel in 2016.
- Turkije: Ondanks dat Turkije het festival een jaar voorheen nog georganiseerd had, neemt het land in 2016 niet deel aan het festival.

2012 · 2013 · 2014 · 2015 · 2016 · 2017 · 2018 · 2019 · 2020 · 2021 · 2022 · 2023 · 2024 · 2025

Zie ook: ABU Radio Song Festival